# 毛内靖胤
毛内 靖胤（もうない のぶたね、1880年3月1日 - 1936年1月16日）は日本の陸軍軍人。最終階級は陸軍中将。

## 経歴
青森県青森市出身。弘前藩士毛内嘉胤の長男として生まれる。毛内氏の嫡流で、毛内有之助の又甥にあたる。弟は海軍少将毛内效。
弘前中学（現・青森県立弘前高等学校）、陸軍士官学校（12期）を経て、明治34年（1901年）少尉となった。日露戦争に従軍後、陸軍大学校（22期）に入学した。卒業後、大正10年(1921年)朝鮮軍司令部附から大正11年(1922年)歩兵第75連隊長となった。後に歩兵から航空兵科に転身した。その後、所沢陸軍飛行学校教育部長、航空本部第一課長、航空本部検査部長、明野陸軍飛行学校長、航空本部総務部長、東京湾要塞司令官などを務めた。昭和7年（1932年）4月11日に東京湾要塞司令官退任後、屋井乾電池社長などを務めた。